# 괴롭히지 말아요, 나가토로 양
《괴롭히지 말아요, 나가토로 양》(일본어: イジらないで、長瀞さん 이지라나이데 나가토로산[*])은 나나시가 그린 일본의 만화 작품이다. 원래는 2011년 8월 16일부터 2015년 12월 25일까지 픽시브에서 《나가토로 양》 시리즈로 공개된 작품이다. 이후 2017년 11월 7일부터 2024년 7월 23일까지 《매거진 포켓》에서 연재되었다. 2022년 6월 시점에서 전자판을 포함한 누계 발행 부수는 230만 부를 돌파했다. 미디어 믹스로는 2021년과 2023년에 텔레비전 애니메이션이 방영되었다.

## 줄거리
주인공 하치오지 나오토는 어느 날 방과 후 우연히 들른 도서실에서 새디스트적인 성격의 후배 나가토로에게 눈에 띄게 된다. 그날 이후 하치오지는 나가토로에게 놀림과 장난을 당하는 처지에 놓이게 되지만, 점차 그녀에게 마음이 끌리기 시작한다.

## 등장인물
성우는 별도의 표기가 없으면 TV 애니메이션판의 성우
선배 / 하치오지 나오토(八王子 直人)
성우 - 야마시타 다이키
나가토로 하야세(長瀞 早瀬)
성우 - 우에사카 스미레 / 쿠로사와 토모요(2019년 PV)
가모 마키(蒲生 まき) / 가모짱(ガモちゃん)
성우 - 코마츠 미카코
욧시(ヨッシー)
성우 - 스즈키 아이나
사쿠라(桜)
성우 - 이자와 시오리

## 작품 배경
원래 《나가토로 양》이라는 캐릭터는 연재를 염두에 두고 제작된 것이 아니라, 픽시브에 게재한 일러스트를 바탕으로 한 것이다. 한 인터뷰에서 "캐릭터의 흔들림이 없고, 강한 애정을 느낄 수 있다"는 지적을 받은 나나시는 "어쩌면, 깊은 내면에 오랫동안 살고 있었는지도 모르겠네요. 이런 아이가 어딘가에 있다면 재미있겠다는 마음이 계속 있었던 것 같아요"라고 밝혔다.
작품을 그릴 때의 감정은 나가토로 양과 센파이 어느 쪽에 치우치지 않으며, 그리는 쪽의 캐릭터 감정에 이입하고 있기 때문에 어떤 장면을 그리든 재미있다고 《마가포케》와의 인터뷰에서 밝혔다.
한편 나나시는, 이 작품이 모두에게 받아들여지기를 바란 것은 아니며, 단지 자신이 좋아하는 것을 형상화한 것일 뿐이고 특별한 메시지는 없다고 말하고 있다.

## 서지 정보
- 나나시 《괴롭히지 말아요, 나가토로 양》 고단샤 〈고단샤 코믹스〉, 전 20권
  1. 2018년 3월 9일 발매[9], ISBN 978-4-06-511196-3
  2. 2018년 6월 8일 발매[10], ISBN 978-4-06-511675-3
    - 특장판 같은 날 발매[11], ISBN 978-4-06-511990-7

  3. 2018년 10월 9일 발매[12], ISBN 978-4-06-512176-4
    - 특장판 같은 날 발매[13], ISBN 978-4-06-513635-5

  4. 2019년 2월 8일 발매[14], ISBN 978-4-06-514440-4
  5. 2019년 6월 7일 발매[15], ISBN 978-4-06-515305-5
    - 특장판 같은 날 발매[16], ISBN 978-4-06-516748-9

  6. 2019년 11월 8일 발매[17], ISBN 978-4-06-517518-7
    - 특장판 같은 날 발매[18], ISBN 978-4-06-517519-4

  7. 2020년 3월 9일 발매[19], ISBN 978-4-06-518517-9
    - 특장판 같은 날 발매[20], ISBN 978-4-06-518787-6

  8. 2020년 7월 9일 발매[21], ISBN 978-4-06-520103-9
    - 특장판 같은 날 발매[22], ISBN 978-4-06-520104-6

  9. 2020년 11월 9일 발매[23], ISBN 978-4-06-521245-5
    - 특장판 같은 날 발매[24], ISBN 978-4-06-521249-3

  10. 2021년 3월 9일 발매[25], ISBN 978-4-06-522644-5
    - 특장판 같은 날 발매[26], ISBN 978-4-06-522647-6

  11. 2021년 8월 6일 발매[27], ISBN 978-4-06-524023-6
  12. 2021년 12월 9일 발매[28], ISBN 978-4-06-526278-8
  13. 2022년 4월 8일 발매[29], ISBN 978-4-06-527519-1
  14. 2022년 8월 9일 발매[30], ISBN 978-4-06-528772-9
  15. 2023년 1월 6일 발매[31], ISBN 978-4-06-530336-8
  16. 2023년 5월 9일 발매[32], ISBN 978-4-06-531656-6
  17. 2023년 9월 8일 발매[33], ISBN 978-4-06-532882-8
  18. 2023년 12월 7일 발매[34], ISBN 978-4-06-533935-0
  19. 2024년 4월 9일 발매[35], ISBN 978-4-06-535162-8
  20. 2024년 8월 7일 발매[36], ISBN 978-4-06-536570-0

## TV 애니메이션

### 스태프
|                     | 제1기                                   | 제2기                                     |
| ------------------- | --------------------------------------- | ----------------------------------------- |
| 원작                | 나나시                                  | 나나시                                    |
| 감독                | 하나이 히로카즈和                       | 우시로 신지                               |
| 시리즈 구성·각본    | 키시모토 타쿠                           | 키시모토 타쿠                             |
| 캐릭터 디자인       | 스즈키 미사키                           | 스즈키 미사키                             |
| 프롭 디자인         | 마스다 켄지                             | 나가노 유키 타카하시 유 仁禮多希          |
| 미술 감독           | 이치쿠라 케이                           | 시라이시 마코토                           |
| 미술 설정           | 후지세 토모야스                         | 시라이시 마코토                           |
| 색채 설계           | 하시모토 사토시                         | 콘도 나오토                               |
| 촬영 감독           | 이노우에 히로시                         | 유키와키 타츠미                           |
| 편집                | 카사하라 요시히로                       | 우시로다 요시키                           |
| 음향 감독           | 아케타가와 진                           | 아케타가와 진                             |
| 음악                | 긴                                      | 긴                                        |
| 음악 프로듀서       | -                                       | 스와 유타카                               |
| 음악 제작           | 킹레코드                                | 킹레코드                                  |
| 치프 프로듀서       | 스토 코타로 후루카와 신                 | -                                         |
| 프로듀서            | 스와 유타카 키시다 타쿠마 카메이 히로시 | 스와 유타카 키시다 타쿠마 카메이 히로시   |
| 프로듀서            | 사사 다이치                             | 코우다 타카히로 나가이 아키라 마토리 미호 |
| 애니메이션 프로듀서 | 토쿠나가 토모히로                       | 이노우에 타카시                           |
| 애니메이션 제작     | 텔레콤 애니메이션 필름                  | OLM TEAM INOUE                            |
| 기획 협력           | -                                       | 텔레콤 애니메이션 필름                    |
| 제작                | 괴롭히지 말아요, 나가토로 양 제작위원회 | 괴롭히지 말아요, 나가토로 양 2 제작위원회 |

### 주제가
EASY LOVE
우에사카 스미레에 의한 제1기 오프닝 테마. 작사는 우에사카 스미레, 모리즈키 캬스, 작곡은 마루야마 마유코, 편곡은 히비노 히로후미, 와타나베 토오루.
컬러풀 캔버스(カラフル・キャンバス)
나가토로 양(우에사카 스미레), 가모짱(코마츠 미카코), 욧시(스즈키 아이나), 사쿠라(이자와 시오리)에 의한 제1기 엔딩 테마. 작사·작곡은 카네코 마유미, 편곡은 쿠시타 마인.
LOVE CRAZY
우에사카 스미레에 의한 제2기 오프닝 테마. 작사는 요시다 타쿠미, 작곡·편곡은 KoTa.
MY SADISTIC ADOLESCENCE♡
나가토로 양(우에사카 스미레), 가모짱(코마츠 미카코), 욧시(스즈키 아이나), 사쿠라(이자와 시오리)에 의한 제2기 엔딩 테마. 작사는 Kijibato,, Cocoro., 작곡·편곡은 Kijibato.

### 에피소드 목록
| 화수   | 제목 | 그림 콘티                     | 연출                            | 작화 감독 | 총작화 감독               | 방송일          |
| 제1기  | 제1기 | 제1기                         | 제1기                           | 제1기 | 제1기                     | 제1기           |
| ------ | --- | ----------------------------- | ------------------------------- | --- | ------------------------- | --------------- |
| 제1화  | 「センパイって、ちょっと…」 선배는 좀……「センパイって怒らないんですか?」 선배는 화 안 내요?                                                                                 | 하나이 히로카즈               | 마츠무라 쥬리아                 | 히로나카 치에미 사오토메 케이 후지사와 토시유키                                                                                         | 스즈키 미사키             | 2021년 4월 11일 |
| 제2화  | 「センパイの願望が叶いましたね!!」 선배의 소원이 이뤄졌네요!!「ちっす、 センパイっ!」 하이염, 선배!                                                                         | 하나이 히로카즈               | 하나이 히로카즈                 | 타카스 미야코 타니노 미호 후지사와 토시유키                                                                                             | 스즈키 미사키             | 4월 18일        |
| 제3화  | 「またやりましょうね、センパイっ」 또 해요, 선배「センパーイ、こっちこっち〜」 선배, 여기요, 여기~                                                                          | 유키히로 마츠시타             | 츠치야 야스오                   | 니시다 미야코 시마자키 토모미 오오니시 요이치                                                                                           | 타카스 미야코             | 4월 25일        |
| 제4화  | 「センパイ、顔真っ赤っスよ〜?」 선배, 얼굴이 새빨간데요~?「センパイは、もうちょっと…..」 선배는 조금 더...                                                                  | 다이치 아키타로               | 이마이즈미 류타 쿠메타 요시유키 | 이마이즈미 류타 우츠기 이사오 카토 요시타카 타니구치 시게노리 히라노 쇼 무카에 치하루 모리야 하루키 야마모토 미치타카 와타나베 잇페이타 | 스즈키 미사키             | 5월 2일         |
| 제5화  | 「センパイのもこもこ」 선배의 복슬복슬「センパイ、ゴチっス!!」 선배, 잘 먹었음요!!                                                                                          | 야노 유이치로                 | 스즈키 유마 토야마 소           | 카시와기 노부히로 노지 키요시 마에다 요시히로 토미노 키에 모리타 미노루 야마구치 야스노리 이스트 피시 스튜디오                          | 타카스 미야코             | 5월 9일         |
| 제6화  | 「センパイ、ちょろ過ぎる〜♡」 선배, 완전 쉬워요~♥「センパイ! 海、行きましょうー!」 선배! 바다, 같이 가요!!                                                                  | 하나이 히로카즈 스즈키 카오루 | 스즈키 카오루                   | 후지사와 토시유키 쿠로나가 나오코 오오노 츠토무 사오토메 케이 야마스에 유키 하야카와 카즈코 미우라 이오리 최윤미                        | -                         | 5월 16일        |
| 제7화  | 「センパイ、お祭り行きませんか?」 선배, 축제 안 갈래요?「デートみたいっすね、センパイ♡」 데이트 같네요, 선배♥「帰りましょう、センパイ」 돌아가죠, 선배                      | 타카바야시 히사야             | 타카바야시 히사야               | 타니노 미호 히로나카 치에미 시마자키 토모미                                                                                             | 타카스 미야코             | 5월 23일        |
| 제8화  | 「意外と楽しいかもしれないっスね、元センパイ♡」 의외로 재밌을지도 몰라요, 전 선배♥「じゃんけんしましょう、センパイ!!」 가위바위보 해요, 선배!!                              | 야노 유이치로                 | 에조에 히토미                   | 후지사와 토시유키 오오니시 요이치 니시다 미야코                                                                                         | 스즈키 미사키             | 5월 30일        |
| 제9화  | 「センパイはムッツリだし!!」 선배는 음흉해!!「キモキモセンパイがまともにデート出来るわけ無いっしょ!!」 기분 나쁜 선배가 제대로 데이트를 할 수 있을 리가 없잖아!!            | 유키히로 마츠시타             | 쿠메타 요시유키 쿠로다 코이치로 | 타니구치 시게노리 무카에 치하루 모리야 하루키 와타나베 잇페이타                                                                         | 타카스 미야코             | 6월 6일         |
| 제10화 | 「センパイって体、硬そーですよねぇ」 선배는 몸이 뻣뻣할 것 같아요「やってやりますよ、センパイ!!」 한번 해보시죠, 선배!!                                                     | 다이치 아키타로               | 나가오카 요시타카               | 후지사와 토시유키 사오토메 케이 쿠로나가 나오코                                                                                         | 스즈키 미사키             | 6월 13일        |
| 제11화 | 「センパイはどう思ってんスか?」 선배는 어떻게 생각해요?「素直じゃないんだからー、センパイはー♡」 솔직하지 않다니까요, 선배는-♥                                              | 戸張節五郎                    | 스즈키 유마                     | 히로나카 치에미 오오니시 요이치 일영공방                                                                                                | 타카스 미야코             | 6월 20일        |
| 제12화 | 「非モテはぐフナセンパイにもついに春が到来っスか～?」 인기 꽝 왕따 강구 선배에게도 드디어 봄이 온 건가요~?「愛とか言われちゃってますよぉセンパーイ?」 사랑이라는데요, 선배? | 하나이 히로카즈               | 하나이 히로카즈                 | 후지사와 토시유키 사오토메 케이 니시다 미야코 야마구치 히비키 모리 요시히코 쿠로나가 나오코                                             | 스즈키 미사키             | 6월 27일        |
| 제2기  | |                               |                                 | |                           |                 |
| 제1화  | センパイと私の仲なんスから～ 선배랑 저 사이니까요~ | 우시로 신지                   | 타카하시 유우                   | 요시다 미치코 | 나가노 유키 이치이 잇페이 | 2023년 1월 8일  |
| 제2화  | センパイのお誘いっスか!? 선배의 데이트 신청인가요!? | 츠게 타카시                   | 후지타 켄타로                   | 조아라 성원용 | 나가노 유키 이치이 잇페이 | 1월 15일        |
| 제3화  | センパイ…さっきの…聞いてました…? 선배… 아까 그 얘기… 들으셨어요…? | 나카가와 사토시               | 후세 야스유키                   | 이성재 조은영 | 나가노 유키 이치이 잇페이 | 1월 22일        |
| 제4화  | 上がってってくれたまえよセンパイ君♥ 안으로 들어와 선배 군 ♥ | 유키히로 마츠시타             | 시마자키 나나코                 | 카토 소 타카하시 유우 홍범석 타케우치 아키라                                                                                            | 나가노 유키 이치이 잇페이 | 1월 29일        |
| 제5화  | ここがセンパイの部屋っスかー 여기가 선배 방이군요 | 세키야 마미코                 | 마노 아키라                     | 조아라 성원용 | 나가노 유키 이치이 잇페이 | 2월 5일         |
| 제6화  | さあセンパイの今年の運勢は~? 자, 선배의 올해 운세는~? | 카와이시 테츠야               | 미츠하시 카즈야                 | 요시다 미치코 스기야마 나오키 | 나가노 유키 이치이 잇페이 | 2월 12일        |
| 제7화  | センパイの滑りってやっぱそんな感じなんスね 선배의 활강은 역시 그런 느낌이군요                                                                                               | 모리 타케시                   | 후세 야스유키                   | 이성재 조은영 | 나가노 유키 이치이 잇페이 | 2월 19일        |
| 제8화  | パイセンさ ちょーっと体鍛えてみねぇ? 배선 말이야, 살짝 체력 단련 좀 해볼래?                                                                                                 | 유키히로 마츠시타             | 마노 아키라                     | 조아라 성원용 | 나가노 유키 이치이 잇페이 | 2월 26일        |
| 제9화  | センパイが一勝でもできたら…ね 선배가 1승이라도 한다면... 요 | 카와이시 테츠야               | 하마사키 토오루                 | 쿠리하라 모토키 타카무라 료타로 타나카 츠바사 호소다 사오리 Triple A reboot                                                             | 나가노 유키 이치이 잇페이 | 3월 5일         |
| 제10화 | 八王子先輩には大変お世話になりました 하치오지 선배에겐 많은 신세를 졌습니다                                                                                                 | 모리 타케시                   | 후세 야스유키                   | 이성재 정은희 조혜정 김준오 송진영 이재민                                                                                               | 나가노 유키 이치이 잇페이 | 3월 12일        |
| 제11화 | センパイは私がいなくて寂しくないっスか…? 선배는 제가 없어서 허전하지 않으세요...?                                                                                           | 세키야 마미코                 | 마노 아키라                     | 조아라 성원용 | 나가노 유키 이치이 잇페이 | 3월 19일        |
| 제12화 | じゃあ…本番にふさわしいことしちゃいます? 그럼... 진짜 연애 같은 걸 해 버릴까요?                                                                                             | 츠게 타카시                   | 타카하시 유우                   | 카토 소 스기야마 나오키 | 나가노 유키 이치이 잇페이 | 3월 26일        |